# Петржелка, Вилем
Вилем Петржелка (чеш. Vilém Petrželka; 10 сентября 1889, Брно — 10 января 1967, там же) — чешский композитор.
Учился в школе органистов в Брно у Леоша Яначека, с 1908 г. по рекомендации Яначека преподавал в Остраве. Затем вернулся в Брно и учился у Витезслава Новака, позднее также в Праге у Карела Хофмайстера. C 1914 г. преподавал в консерватории Брно, дирижировал её оркестром. В 1947 г. вошёл в число преподавателей вновь образованной Академии музыки имени Яначека, однако уже на следующий год по политическим причинам был уволен и исключён из Союза композиторов Чехословакии. Восстановлен в Академии в звании профессора в 1955 г. Творческое наследие Петржелки состоит из четырёх симфоний, Пасторальной симфониетты, камерной, хоровой и вокальной музыки.